# Ferdinando Ponzetti
Ferdinando Ponzetti (né en 1444 à Florence, dans l'actuelle région Toscane, alors capitale de la République florentine et mort le 9 septembre 1527 à Rome) est un cardinal italien du XVIe siècle.

## Biographie
Ferdinando Ponzetti est médecin du pape Innocent VIII. Il est secrétaire apostolique des papes Alexandre VI et Jules II et clerc, président, doyen et trésorier de la chambre apostolique. En 1517 il est nommé évêque de Molfetta.
Il est créé cardinal par le pape Léon X lors du consistoire du 1er juillet 1517. Le cardinal Ponzetti est transféré à Grosseto en 1522.
Il participe au conclave de 1521-1522, lors duquel Adrien VI est élu pape et à celui de 1523 (élection de Clément VIII).

## Succession apostolique
Ferdinando Ponzetti a ordonné les évêques suivants :
- Évêque Alberto de Nasis, O.P. (1518)
- Évêque Sisto Gignazi degli Armellini (1521)